# OMGPOP
OMGPOP, früher bekannt als i'minlikewithyou oder iilwy, war ein unabhängiges Flash-Spiele-Studio. Im Jahr 2013 wurde es von Zynga gekauft.

## Geschichte
OMGPOP hatte seinen Sitz in SoHo, in New York City. Das Unternehmen erhielt in seinen Anfängen als Startup eine Startfinanzierung von Y Combinator.
Die Website wurde vom Time Magazine in die Liste der 50 besten Websites des Jahres 2009 aufgenommen.
Am 21. März 2012 kündigte Zynga an, OMGPOP für 180 Millionen US-Dollar zu übernehmen, und erklärte: „Es ist unsere Mission, den Verbrauchern unterhaltsame, kostenlose Spiele anzubieten. Wir glauben, dass OMGPOP uns dabei helfen wird, unser Versprechen zu erfüllen.“
Mark Pincus, der damalige CEO von Zynga, kündigte am 3. Juni 2013 in einem offiziellen Blogbeitrag an, dass das Unternehmen 18 % seiner Mitarbeiter entlassen werde, um das Unternehmen umzustrukturieren und die Finanzen zu kürzen. Viele ehemalige OMGPOP-Mitarbeiter wurden entlassen, und das New Yorker Büro war eines der drei, die Zynga schloss. Obwohl dies als Schließung von OMGPOP gemeldet wurde, blieb die Website omgpop.com aktiv. In einer Erklärung der Muttergesellschaft Zynga vom Juli 2013 wurde jedoch angekündigt, dass die Website mit den vier Spielen Cupcake Corner, Gem Rush, Pool World Champ und Snoops am 29. August eingestellt und am 30. September 2013 geschlossen werden würde.

## Spiele
Die Spielauswahl von OMGPOP umfasste Standard-, Brett-, Karten- und Sportvideospiele, Klone bekannterer Videospiele und spezielle Versionen lizenzierter Spiele wie Ataris Missile Command.
Das beliebteste Spiel von OMGPOP war ihr Pictionary-ähnliches Spiel mit dem Titel Draw Something. Am 16. März 2012 wurde berichtet, dass es mit 10,8 Millionen täglich aktiven Nutzern das meistgespielte Spiel auf Facebook war, verglichen mit Zyngas Words with Friends mit 8,6 Millionen täglich aktiven Nutzern.
Am 4. April 2012 berichtete OMGPOP, dass ihr Erfolgsspiel Draw Something mehr als 50 Millionen Mal heruntergeladen wurde und dass seit der Veröffentlichung des Spiels über 6 Milliarden Zeichnungen zwischen Freunden geteilt wurden.

### Liste der Spiele
- 9 Ball Pool
- Aim Really Good
- Aim for the Nuts
- Balloono
- Balloono Classic
- Ballracer
- Blockles
- Booya!
- Checkers
- Coin Party
- Cupcake Corner
- Defuse
- Dinglepop
- Draw My Thing
- Draw Something
- Fireworks
- Fleet Fighter
- Fourplay
- Gemmers
- Hamster Battle
- HamsterJet
- Hangman
- Hit Machine
- Hover Kart Battle
- Hover Kart Racing
- Hover Kart Party
- Jigsawce
- Letterblox
- Lottery
- Omgfife
- Poll Positions Lite
- Pool
- Puppy World
- Putt My Penguin
- Quiz World
- Rock Paper Scissors
- Sky Pigs
- Solitaire
- Spin The Bottle
- Swapples
- Tonk
- Tracism
- Trivia
- Typow!
- Typow Remix
- Pets
- Unscramble